# Caribarctia
Caribarctia é um género de traça pertencente à família Arctiidae.